# 42 Orionis
42 Orionis, som är stjärnans Flamsteed-beteckning är en dubbelstjärna i den södra delen av stjärnbilden Orion, som också har Bayer-beteckningen c Orionis. Den har en kombinerad skenbar magnitud på ca 4,59 och är svagt synlig för blotta ögat där ljusföroreningar ej förekommer. Baserat på parallaxmätning inom Hipparcosuppdraget på ca 3,7 mas, beräknas den befinna sig på ett avstånd på ca 900 ljusår (ca 270 parsek) från solen. Den rör sig bort från solen med en heliocentrisk radialhastighet av ca 28 km/s. Stjärnan ingår i asterismen Orions svärd och är den ljussvagaste stjärnan i skölden.

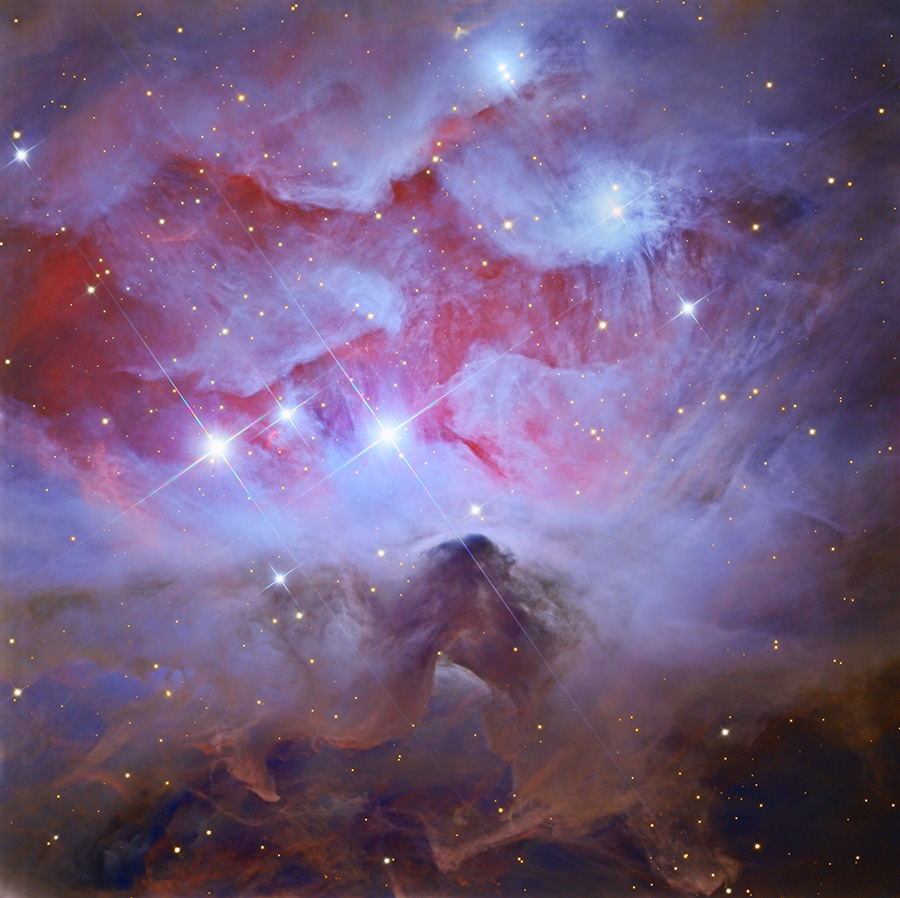
42 Orionis är den ljusa stjärnan i centrum av NGC 1977. (Mount Lemmon SkyCenter Schulman Telescope med tillstånd av Adam Block.)

## Egenskaper
Primärstjärnan 42 Orionis A är en blå till vit stjärna i huvudserien av spektralklass B1 V. Den har en massa som är ca 12 solmassor, en radie som är ca 4,3 solradier och en effektiv temperatur på ca 25 400 K.
42 Orionis A är i sig en spektroskopisk dubbelstjärna med följeslagaren 42 Orionis Ab av skenbar magnitud 6,3, separerad med 0,16 bågsekunder. Det finns även en mer avlägsen följeslagare, 42 Orionis B av magnitud 7,5 med 1,6 bågsekunders separering.
42 Orionis är omgiven av NGC 1977, en av en mindre svagare grupp av namngivna nebulosor norr om Orionnebulosan. Den är stjärnan som väcker och lyser upp NGC 1977.